# Tubby Raskin
Morris Raskin, detto Tubby (Bronx, 8 gennaio 1902 – Tucson, 9 settembre 1981), è stato un cestista e allenatore di pallacanestro statunitense.

## Carriera
Da allenatore ha guidato Israele ai Giochi olimpici di Helsinki 1952.